# Szpital św. Józefa w Sierakowie
Szpital św. Józefa w Sierakowie - szpital ginekologiczno-położniczy znajdujący się w Sierakowie, w powiecie międzychodzkim, w województwie wielkopolskim. Przy szpitalu znajduje się Dom Zakonny Sióstr Elżbietanek.

## Historia
30 listopada 1889 r. w Katolickim Szpitalu w Sierakowie swoją pielęgniarską posługę rozpoczęły siostry Elżbietanki. Pielęgnowały także chorych w domach, w miasteczku i okolicy oraz prowadziły przedszkole miejskie. Ponieważ Szpital nie mógł pomieścić chorych w 1929 r. rozpoczęto budowę Szpitala św. Józefa. 

### Działalność Elżbietanek
W roku 1939 część starszych Sióstr wywieziono do obozu w Bojanowie, a kilka młodszych pozostawiono do pracy w szpitalu, by pełniły nocne dyżury i pracowały na oddziale zakaźnym. 

W 1945 r. po opuszczeniu szpitala przez okupanta niemieckiego został on zajęty przez wojska radzieckie. Po kilku miesiącach zakonnice odzyskały go lecz był kompletnie okradziony. 
Z dniem 1 stycznia 1949 r. Szpital św. Józefa został upaństwowiony i zaliczony w poczet Zakładów Społecznych Służby Zdrowia i otrzymał nazwę Szpital Rejonowy im. Heleny Anki Wolf. W roku 1961 rozpoczęło się zwalnianie zakonnic z pracy w szpitalu (w pierwszym roku 6, następnie 8 itd.). 

W 1945 r. Siostry wznowiły również pracę w miejskim przedszkolu, lecz ta trwała tylko do 1949 r. 
Oprócz pracy w szpitalu w minionych latach Elżbietanki kontynuowały pielęgnację ambulatoryjną chorych w mieście i okolicy, służyły pomocą w pracy charytatywnej przy parafii, pełniły obowiązki zakrystianek w kościele, zdobiły ołtarze oraz troszczyły się o bieliznę kościelną, a w latach 1970-1996 katechizowały dzieci szkolne i przedszkolne. 
Od 1990 r. dwie Siostry podjęły na nowo pracę w szpitalu na oddziale noworodków.

## Budynek
Szpital św. Józefa został zbudowany z cegły na przełomie lat 20 i 30 XX wieku. Ze względu na stosunkowo niedawną budowę szpitala, zachował się on w stanie dobrym. Mimo wszystko w miarę upływu lat dostrzegalny jest brak bieżącego remontu. Obecnie w szpitalu mieści się Oddział Ginekologiczno-Położniczy Szpitala Powiatowego w Międzychodzie.